# Ga Fussa
Ga Fussa (福生駅 Fussa-eki) là một ga đường sắt chở khách nằm ở Fussa, Tokyo, được điều hành bởi Công ty Đường sắt Đông Nhật Bản (JR East).

## Thống kê hành khách
Trong năm tài chính 2019, trung bình mỗi ngày có 16.017 hành khách sử dụng nhà ga.
| Năm tài chính | Số khách hàng ngày |
| ------------- | ------------------ |
| 2005          | 16,808             |
| 2010          | 16,208             |
| 2015          | 16,639             |